# The Shadows
The Shadows là ban nhạc instrumental rock người Anh, trước đó là ban nhạc lót của Cliff Richard, với 69 đĩa đơn được xếp hạng tại Anh từ thập niên 1950 tới nay, trong đó 35 được ghi cho The Shadows, và 34 cho Cliff Richard and the Shadows. Ban nhạc được coi là người đi đầu cho phong trào nhạc beat ở Anh, và cũng là nơi sản sinh ra hàng loạt ngôi sao. Với cấu trúc cơ bản 4 thành viên, ban nhạc bao gồm tay trống, guitar lead, bass và guitar nền. Họ chơi nhiều thể loại bao gồm pop, rock, surf rock và ballad pha chút jazz.
Những thành viên chính của nhóm là Hank Marvin, Bruce Welch và Brian Bennett. Âm thanh của họ chủ yếu được tạo nên từ cây guitar Fender, điều chỉnh bởi ampli Vox hiệu ứng với băng từ của hãng Meazzi Echomatic hay đĩa từ của hãng Binson. The Shadows với Cliff Richard thống trị nền âm nhạc Anh suốt thập niên 1950 cho tới đầu thập niên 1960 với sự xuất hiện của The Beatles. Cho dù họ mất chỗ đứng vào thập niên 1960, cuối cùng họ cũng tìm được thành công vào cuối thập niên 1970.
The Shadows là nghệ sĩ có số lượng đĩa đơn được xếp hạng nhiều thứ 3 tại Anh, chỉ sau Elvis Presley và chính Cliff Richard. The Shadows và Cliff Richard and the Shadows đều có 4 EP quán quân tại đây.